# Charles-André Doudin
Charles-André Doudin (12 settembre 1986) è un ex calciatore svizzero, di ruolo centrocampista.

## Palmarès

### Club

#### Competizioni nazionali
- Promotion League: 1

Neuchâtel Xamax: 2014-2015
- Challenge League: 1

Neuchâtel Xamax: 2017-2018